# Борджіа (телесеріал, 2011—2013)
Борджіа (англ. The Borgias) — канадсько-угорсько-ірландський історичний телесеріал, що оповідає про знамениту італійську родину Борджіа. Дата прем'єри в США — 17 квітня 2011 року. Прем'єра другого сезону 8 квітня 2012 року. Третій сезон, що почався 14 квітня і закінчився 16 червня 2013 року, був останнім.

### Головні персонажі та акторський склад
- Джеремі Айронс у ролі Родріґо Борджіа/Папа Олександр VI: амбітний священик і глава сім'ї Борджіа. Він використовує свій стан, щоб отримати владу і вплив. Безмежно відданий своїй сім'ї, але й не уникає вродливих жінок.
- Франсуа Арно у ролі Чезаре Борджіа: син Родріґо, має чин кардинала в церкві. Проте, бажає залишити священство, адже надає перевагу військовій діяльності. Спроможний знищити будь-кого, хто скривдить його родину, або ж, щоб усунути романтичних суперників. Дуже любить свою єдину сестру Лукрецію.
- Холлідей Грейнджер в ролі Лукреції Борджіа: Дочка Родріґо. Історія збрегла чутки про кровозмісні відносини між нею та її братом Чезаре. Вродлива, розумна і смілива, вона заручена у ранньому віці за холодного Джованні Сфорца і страждає через нещасливий шлюб. Тому єдина відрада Паоло, слуга у маєтку Джованні,- перше кохання Лукреції.
- Девід Оукс у ролі  Хуана Борджіа: син Родріґо, а також командувач папської армії. Поводить себе нерозважливо і гордовито, але в сутності своїй боягуз.
- Джоанн Воллі в ролі Ваноцци де Каттенеї: в молодості куртизанка, мати дітей папи Олександра VI.
- Лотте Вербек у роліДжулії Фарнезе: вродлива коханка папи. Незалежна і мудра жінка, має велику довіру папи Олександра і стає близьким другом для Лукреції.

### Український переклад/озвучення
Всі три сезони телесеріалу транслювалися  на каналі «1+1»